# Hökhuvuds distrikt
Hökhuvuds distrikt är ett distrikt i Östhammars kommun och Uppsala län. 
Distriktet ligger sydväst om Östhammar. 

## Tidigare administrativ tillhörighet
Distriktet inrättades 2016 och utgörs av en del av området som Östhammars stad omfattade till 1971, delen som före 1957 utgjorde Hökhuvuds socken.
Området motsvarar den omfattning Hökhuvuds församling hade vid årsskiftet 1999/2000.